# Келя (приток Пьяны)
Келя — река в России, протекает в Нижегородской области. Устье реки находится в 252 км по левому берегу реки Пьяна. Длина реки составляет 31 км.
Келя является сезонной рекой, почти всё протяжение русла реки, за исключением заключительных километров, пересохло и наполняется только в паводок.
Исток реки у села Мисюриха (Кержемокский сельсовет, Шатковский район) в 13 км к северо-востоку от райцентра, посёлка Шатки. Верховья реки располагаются в Шатковском районе, среднее течение — в Вадском районе, нижнее — в Перевозском. Генеральное направление русла — северо-восток, проходит по безлесой местности. На реке расположены село Мисюриха (Кержемокский сельсовет, Шатковский район) и село Сунеево (Ичалковский сельсовет, Перевозский район). Впадает в Пьяну чуть ниже села Ичалки.

## Данные водного реестра
По данным государственного водного реестра России относится к Верхневолжскому бассейновому округу, водохозяйственный участок реки — Сура от устья реки Алатырь и до устья, речной подбассейн реки — Сура. Речной бассейн реки — (Верхняя) Волга до Куйбышевского водохранилища (без бассейна Оки).
Код объекта в государственном водном реестре — 08010500412110000039708.